# Olocrazia
L'olocrazia è una tecnologia sociale o un sistema organizzativo di governance nel quale l'autorità e le decisioni sono distribuiti nell'ambito di una olarchia di gruppi auto-organizzati anziché fissati in una gerarchia di tipo manageriale. L'olocrazia è una forma organizzativa che viene adottata da imprese e soggetti non-profit in vari Paesi: Stati Uniti, Italia, Francia, Germania, Svizzera, Nuova Zelanda, Australia e Regno Unito.
"Olarchia", nella terminologia di Arthur Koestler, è una connessione fra due oloni, in cui l'olone è al contempo una parte e il tutto.

## Origini
La prima azienda ad aver adottato l'olocrazia fu la Ternary Software, con sede a Exton in Pennsylvania, nota per avere sperimentato la forma di governance più democratica. Il fondatore della Ternary, Brian Robertson, scelse le migliori pratiche adattabili a questo sistema organizzativo che nel 2007 prese il nome di olocrazia. Nel 2010, Robertson elaborò la Holacracy Constitution, che stabilisce i principi e le pratiche della olocrazia, e che ha aiutato varie società nella sua implementazione. Nel giugno del 2015, ha pubblicato il libro Holacracy: The New Management System for a Rapidly Changing World, che illustra e dettaglia casi di implementazione della olocrazia.

## Influenze e sistemi organizzativi simili
L'olocrazia è stata paragonata alla sociocrazia, un sistema di governo sviluppato nella seconda metà del XX secolo. La sociocrazia ha avuto un'importante influenza nei primi anni di incubazione dell'olocrazia, anche se da allora l'olocrazia se ne è allontanata sempre di più. La sociocrazia ha ispirato in particolare lo sviluppo della struttura a gruppi e dei processi di governance all'interno dell'olocrazia. L'olocrazia è pensata per le organizzazioni e sostanzialmente differenzia i ruoli dell'organizzazione da quelli delle persone che vi lavorano.
Ponendo l'accento sulla governabilità iterativa, sui processi adattivi e sull'auto-organizzazione, l'olocrazia si ispira ai principi dello sviluppo agile del software e del processo di produzione snella. L'olocrazia è fortemente compatibile con la teoria degli stakeholder, in quanto la sua struttura di governo consente a più attori di essere rappresentati nella governance di un'organizzazione e a più organizzazioni con interessi comuni di essere collegate sul piano gestionale.